# Four Tops
Los Four Tops es un cuarteto estadounidense activo desde 1954; pionero del sonido Motown, mantendría su alineación intacta por más de cuatro décadas, hasta la sucesiva muerte de varios de sus integrantes que posteriormente fueron reemplazados. Especialmente reconocidos son sus sencillos Reach Out I'll Be There y I Can't Help Myself (Sugar Pie Honey Bunch), que alcanzaron el primer lugar en la Billboard Hot 100.

## Historia
Levi Stubbs, Renaldo Benson, Lawrence Payton y Duke Fakir fundaron el grupo y empezaron a cantar juntos en la escuela secundaria en Detroit, Michigan, originalmente llevó el nombre de The Four Aims, pero en 1956 cambiaron su nombre a Four Tops para evitar ser confundidos con los Ames Brothers. Ese mismo año grabaron su primer sencillo "Kiss Me Baby", con la disquera Chess Records. Además, en sus primeros años contaron con el apoyo de Billy Eckstine, quien fungió como su mentor. Posteriormente grabaron sencillos para las casas discográficas Red Top, Columbia Records y Riverside Records.
Finalmente, en 1964 firmaron con la casa Motown, en la división de jazz, pero poco después empezaron a trabajar con el legendario trío compositor Holland-Dozier-Holland, con los que grabaron su primer éxito “Baby I Need Your Loving” que se colocaría en Top 20 de las listas de éxitos. Fue durante el periodo entre 1964 y 1967 que tuvieron sus más grandes éxitos, entre ellos “I Can’t Help Myself (Sugar Pie, Honey Bunch)”,  “It’s The Same Old Song”, “Shake Me, Wake Me (When It’s Over)”, “Reach Out I’ll Be There”, “Standing In The Shadows Of Love” y “Bernadette”. En 1972, cuando el sello discográfico se mudó a Los Ángeles, Four Tops firmó con ABC/Dunhill Records donde grabarían éxitos como “Ain’t No Woman (Like The One I’ve Got)” y “When She Was My Girl”.
En 1990 entraron al Salón de la Fama del Rock y la revista Rolling Stone ubicó al grupo en el puesto 79 de su lista de los 100 mejores artistas de todos los tiempos. En 1999 fueron incluidos en el Salón de la Fama de los Grupos Vocales.
Tres de los cuatro miembros originales habían muerto hasta 2011, y desde entonces el grupo siguió presentándose con el tenor Abdul "Duke" Fakir y tres nuevas adiciones. En julio de 2024, falleció Duke Fakir, el último sobreviviente del cuarteto original.